# Vintage 74
Vintage 74 es el cuarto álbum de estudio de Sérgio Mendes and Brasil 77. Fue publicado a principios de marzo de 1974 a través de Bell Records.

## Recepción de la crítica
Un escritor no especificado de Record World declaró: “Dulces voces y rica orquestación se combinan para hacer que este Vintage sea más sabroso”. Un escritor no especificado de la revista Cash Box comentó: “El estilo rítmico profesional y fresco de Sergio ha distinguido durante mucho tiempo los arreglos del grupo y una oída de «Funny You Should Say That» y «Lonely Sailor (Marinheiro So)» te convencerá de que no ha perdido ni un ápice de su toque magistral”. Un escritor no especificado de la revista Billboard escribió: “Mendes no ha perdido nada de su fino toque interpretativo a lo largo de los años”.

## Lista de canciones
| Lado uno |                                        |                        |          |  |
| N.º      | Título                                 | Escritor(es)           | Duración |  |
| 1.       | «Don't You Worry 'Bout a Thing»        | Stevie Wonder          | 3:36     |  |
| 2.       | «This Masquerade»                      | Leon Russell           | 4:36     |  |
| 3.       | «The Waters of March (Aguas de Março)» | Antonio Carlos Jobim   | 3:56     |  |
| 4.       | «Waiting for Love»                     | Randy McNeill          | 4:18     |  |
| 5.       | «Lonely Sailor (Marinheiro Só)»        | arr. por Sérgio Mendes | 3:16     |  |

| Lado dos |                             |                              |          |  |
| N.º      | Título                      | Escritor(es)                 | Duración |  |
| 1.       | «Você Abusou»               | Antônio Carlos, Jocáfi       | 3:57     |  |
| 2.       | «Superstition»              | Wonder                       | 5:54     |  |
| 3.       | «Funny You Should Say That» | Brian Potter, Dennis Lambert | 3:24     |  |
| 4.       | «Double Rainbow»            | Jobim, Gene Lees             | 3:22     |  |
| 5.       | «If You Really Love Me»     | Wonder, Syreeta Wright       | 3:28     |  |

## Posicionamiento
| Gráfica (1974)                                  | Pico de posición |
| ----------------------------------------------- | ---------------- |
| Estados Unidos (Cash Box Top 100 Albums Cont'd) | 174              |